# خوان خوسيه فيرارو
خوان خوسيه فيرارو (بالإسبانية: Juan José Ferraro)‏ هو لاعب كرة قدم ومدرب كرة قدم أرجنتيني، ولد في 5 سبتمبر 1923 في بوينس آيرس في الأرجنتين، وتوفي بنفس المكان في 18 نوفمبر 1973. شارك مع منتخب الأرجنتين لكرة القدم. أما مع النوادي، فقد لعب مع إنديبنديينتي سانتا في وبوكا جونيورز وفيليز سارسفيلد.